# 克鲁瓦西耶
克鲁瓦西耶（法語：Croisilles，法語發音：[kʁwazij] ⓘ）是法国上法蘭西大區加来海峡省的一个市镇，位于该省东南部，属于阿拉斯区。

## 地理
克鲁瓦西耶（50°11'59"N, 2°52'48"E）面积11.58 平方千米，位于法国上法蘭西大區加来海峡省，该省份为法国北部沿海省份，西北濒北海，南至索姆省，东临北部省。
与克鲁瓦西耶接壤的市镇（或旧市镇、城区）包括：科热勒河畔圣马丹、圣莱热、比勒库尔、埃库圣曼、方丹莱克鲁瓦西耶、埃尼内勒、科热勒河畔埃南。
克鲁瓦西耶的时区为UTC+01:00、UTC+02:00（夏令时）。

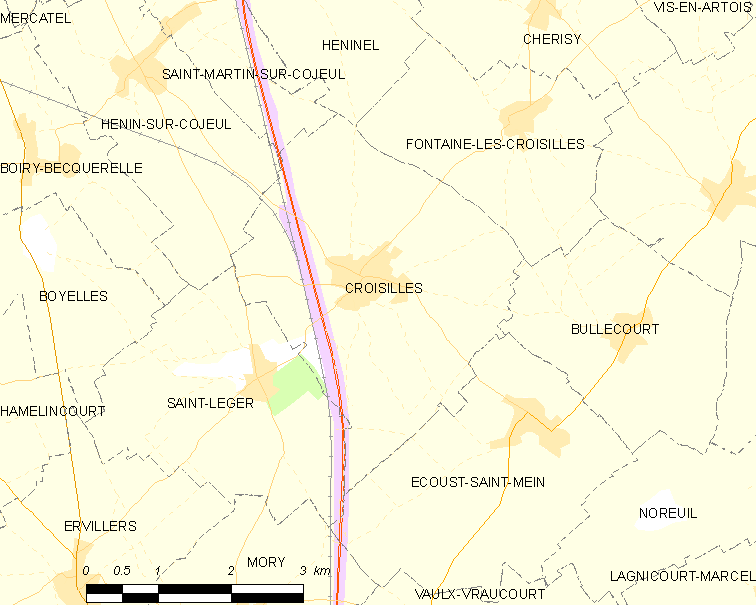
克鲁瓦西耶的OSM定位图

## 行政
克鲁瓦西耶的邮政编码为62128，INSEE市镇编码为62259。

## 政治
克鲁瓦西耶所属的省级选区为巴波姆县。

## 人口

1962-2008年间克鲁瓦西耶人口变化图示

克鲁瓦西耶于2022年1月1日时的人口数量为1929人。